# Achstetten
Achstetten är en kommun i Landkreis Biberach i det tyska förbundslandet Baden-Württemberg. Kommunen består av ortsdelarna (tyska Ortsteile) Achstetten, Bronnen, Oberholzheim och Stetten. Folkmängden uppgår till cirka 5 200 invånare, på en yta av 23,38 kvadratkilometer.
Kommunen ingår i kommunalförbundet Stadt Laupheim tillsammans med staden Laupheim och kommunerna Burgrieden och Mietingen.

## Befolkningsutveckling
| Befolkningsutvecklingen i Achstetten 1975–2015 | Befolkningsutvecklingen i Achstetten 1975–2015 | Befolkningsutvecklingen i Achstetten 1975–2015 | Befolkningsutvecklingen i Achstetten 1975–2015 | Befolkningsutvecklingen i Achstetten 1975–2015 |
| ---------------------------------------------- | ---------------------------------------------- | ---------------------------------------------- | ---------------------------------------------- | ---------------------------------------------- |
|                                                |                                                |                                                |                                                |                                                |
| År                                             |                                                |                                                | Folkmängd                                      | Areal (ha)                                     |
| 1975                                           | 1975                                           |                                                | 2 641                                          | 2 339                                          |
| 1980                                           | 1980                                           |                                                | 2 911                                          |                                                |
| 1985                                           | 1985                                           |                                                | 3 102                                          |                                                |
| 1990                                           | 1990                                           |                                                | 3 234                                          |                                                |
| 1995                                           | 1995                                           |                                                | 3 519                                          | 2 338                                          |
| 2000                                           | 2000                                           |                                                | 3 757                                          |                                                |
| 2005                                           | 2005                                           |                                                | 3 925                                          |                                                |
| 2010                                           | 2010                                           |                                                | 4 175                                          |                                                |
| 2015                                           | 2015                                           |                                                | 4 501                                          |                                                |
|                                                |                                                |                                                |                                                |                                                |